# Елва (приток Пильвы)
Елва — река в России, протекает по Чердынскому району Пермского края. Устье реки находится в 126 км от устья Пильвы по левому берегу. Длина реки составляет 15 км.
Исток реки в 12 км к юго-востоку от деревни Пильва. Река течёт в северном и северо-западном направлении по ненаселённому лесному массиву. Впадает в Пильву у деревни Кубари.

## Данные водного реестра
По данным государственного водного реестра России относится к Камскому бассейновому округу, водохозяйственный участок реки — Кама от истока до водомерного поста у села Бондюг, речной подбассейн реки — бассейны притоков Камы до впадения Белой. Речной бассейн реки — Кама.
Код объекта в государственном водном реестре — 10010100112111100003642.